# Yebes
Yebes es un municipio y localidad española de la provincia de Guadalajara, en la comunidad autónoma de Castilla-La Mancha. En su término, que tiene una población de 5421 habitantes (INE 2024), se encuentran el centro astronómico de Yebes, el sanatorio de Alcohete y la estación de AVE Guadalajara-Yebes.

## Geografía
Se encuentra en la comarca de la Alcarria, en una altitud que oscila entre los 879 m s. n. m. de la localidad de Yebes, los 910 m s. n. m. de Ciudad Valdeluz y los 916 m s. n. m. del centro astronómico.
La orografía del municipio de Yebes se caracteriza por el relieve tabular propio de la Alcarria, con una amplia zona de páramo y abundantes vaguadas y barrancos, con manchas boscosas diseminadas en las que predominan robledales y encinares. Gran parte de los terrenos son rústicos, de uso agrícola y forestal

## Historia
A mediados del siglo XIX, el lugar contaba con una población censada de 334 habitantes. La localidad aparece descrita en el decimosexto volumen del Diccionario geográfico-estadístico-histórico de España y sus posesiones de Ultramar de Pascual Madoz de la siguiente manera:

YEBES: v. con ayunt. en la prov. y part. jud. de Guadalajara (2 leg.), aud. terr. de Madrid (10), c. g. de Castilla la Nueva, dióc. de Toledo (22). sit. en la falda N. de un cerro con buena ventilacion y clima sano; tiene 100 casas; la consistorial con cárcel; escuela de instruccion primaria frecuentada por 20 alumnos de ambos sexos; un pozo público de buenas aguas; una igl. parr. (San Bartolomé) servida por un cura y un sacristan; fuera de la pobl. hay 3 fuentes de abundantes aguas, que reunidas forman un arroyo: confina el térm. con los de Orche, Aranzueque, Yaldarachas y Guadalajara; dentro de él se encuentran varios manantiales; las ermitas de la Soledad y San Sebastian, el cas. de San Juan de Alcoete y el desp. de San Pedro de Valverde: el terreno bañado por el indicado arroyo, es de buena calidad; comprende un monte poblado de roble. caminos: los vecinales. correo: se recibe y despacha en Guadalajara. prod.: cereales, vino, aceite, hortalizas, cáñamo, legumbres, frutas, miel, cera, leñas de combustible y buenos pastos, con los que se mantiene ganado lanar, vacuno y mular. ind.: la agrícola, un molino harinero y otro aceitero. comercio: esportacion del sobrante de frutos é importacion de los art. que faltan. pobl.: 95 vec., 334 alm. cap. prod.: 1.285,750 rs. imp.: 128,575. contr.: 7,943.
(Madoz, 1850, p. 428)

## Urbanismo
El municipio de Yebes se compone de dos núcleos urbanos: uno, la localidad de Yebes, y otro, el PAU Ciudad Valdeluz, donde se localiza la estación de Guadalajara-Yebes, una de las paradas incluidas en el trazado de la línea de alta velocidad Madrid-Zaragoza-Barcelona-Frontera francesa.
El municipio ha experimentado un gran crecimiento debido al desarrollo urbanístico. El actual POM cuenta con diez sectores a urbanizar, de los cuales nueve son en el entorno del pueblo y uno, el S-1, en Ciudad Valdeluz, levantada en torno a la estación de Guadalajara-Yebes y donde se preveían construir hasta 9000 viviendas de diferentes tipologías, de las que hay terminadas en torno a 1500. 
La construcción de la estación de AVE allí y de Ciudad Valdeluz ha estado marcada por la polémica en tanto en cuanto se acusa al Ministerio de Fomento de hacer pasar la línea de Alta Velocidad Española hacia Barcelona por el municipio de Yebes, en vez de por la ciudad de Guadalajara, con el consecuente aumento del valor de las parcelas que el conde de Bornos, suegro de la expresidenta de la Comunidad de Madrid, Esperanza Aguirre, poseía entre Chiloeches, Guadalajara y Yebes. En ese aspecto Ciudad Valdeluz nacional e internacionalmente protagonizó el paradigma de la burbuja inmobiliaria española como ejemplo de recalificación urbanística junto a una Estación de AVE.
Estación de Guadalajara-Yebes es la estación de ferrocarril de Adif en la que efectúan parada los trenes de alta velocidad Madrid-Zaragoza-Barcelona-Frontera francesa y Madrid-Zaragoza-Huesca, situada en la provincia de Guadalajara, entre los términos municipales de Guadalajara y Yebes, en el P.A.U. (Programa de Actuación Urbanística) de Ciudad Valdeluz.
Sanatorio de Alcohete es un centro sanitario y residencial español destinado a la asistencia y rehabilitación de enfermos psíquicos crónicos. Está situado en una zona agrícola junto a la casa de labor de Alcohete en un enclave del municipio de Yebes (Guadalajara) entre Horche y Guadalajara, donde actualmente se asienta Ciudad Valdeluz.
Ciudad Valdeluz es un Programa de Actuación Urbanística (PAU) español en los terrenos que circundan el Sanatorio de Alcohete, pertenecientes al término municipal de Yebes, en la provincia de Guadalajara. Se sitúa a 8 km de Guadalajara junto a la N-320 y a la estación de Guadalajara-Yebes.
Centro Astronómico de Yebes es el mayor y más importante observatorio astronómico de los que cuenta el  Instituto Geográfico Nacional (IGN), además de ser su centro de desarrollo instrumental. Se encuentra en el municipio de Yebes (Guadalajara), sobre un llano a 980 m s. n. m. en el que hay pocas precipitaciones anuales y escaso viento.
Posición Saldón, era el nombre en clave del búnker utilizado como puesto de mando del IV Cuerpo del Ejército Republicano al mando del Mayor de Milicias Cipriano Mera durante la guerra civil española. Está situado bajo el sanatorio de Alcohete, en el municipio alcarreño de Yebes (Guadalajara, España).

## Demografía
Yebes cuenta con una población de 5421 habitantes (INE 2024).
| Gráfica de evolución demográfica de Yebes entre 1842 y 2021                                                         |
| |
| Población de derecho según los censos de población del INE Población de hecho según los censos de población del INE |

| Gráfica de evolución demográfica de Yebes entre 2000 y 2023 |
|                                                             |
| Población a 1 de enero según el padrón municipal del INE    |

### Evolución histórica
| 337                                         | 236 | 447 | 423 | 233 | 167 | 859 | 2,881 | 4,936 |
| (Fuente: Instituto Nacional de Estadística) |     |     |     |     |     |     |       |       |

## Administración y política
Las últimas elecciones municipales, celebradas en 2015, dieron el siguiente resultado:
| Elecciones municipales del 28 de mayo de 2023 |       |         |            |
| Partido                                       | Votos | %       | Concejales |
| PP                                            | 575   | 30,79 % | 4          |
| PSOE                                          | 544   | 29,13 % | 4          |
| VOX                                           | 315   | 16,87 % | 2          |
| 40C                                           | 257   | 13,76 % | 1          |

| Elecciones municipales del 24 de mayo de 2015 |       |         |            |
| Partido                                       | Votos | %       | Concejales |
| PP                                            | 339   | 32,13 % | 4          |
| PSOE                                          | 299   | 28,34 % | 3          |
| UPyD                                          | 238   | 22,56 % | 3          |
| Cs                                            | 132   | 12,51 % | 1          |

- Alcalde: José Miguel Cócera Mayor (PSOE)